# Gevlekte sikkelvis
De gevlekte sikkelvis (Drepane punctata) is een straalvinnige vis uit de familie Drepaneidae en behoort derhalve tot de orde van de baarsachtigen (Perciformes). De vis kan een lengte bereiken van 50 cm. 

## Leefomgeving
Drepane punctata komt in zeewater en brak water voor. De vis prefereert een subtropisch klimaat en heeft zich verspreid over de Grote en Indische Oceaan. De diepteverspreiding is 10 tot 49 m onder het wateroppervlak. 

## Relatie tot de mens
Drepane punctata is voor de visserij van aanzienlijk commercieel belang. In de hengelsport wordt weinig op de vis gejaagd. Tevens wordt de soort gevangen voor commerciële aquaria. 